# S/2004 S 17
S/2004 S 17 — сорок перший за віддаленістю від планети природний супутник Сатурна. Відкритий Скоттом Шеппардом, Девідом Джуїттом, Дженом Кліна і Браяном Марсденом 13 грудня 2004 року.
Діаметр S/2004 S 17 близько чотирьох кілометрів. Довжина великої півосі орбіти — 19,099 млн кілометрів.
Супутник належить до скандинавської групи (підгрупа Феби) нерегулярних супутників Сатурна.

## Корисні посилання
- Супутники Сатурна. Дані Інституту астрономії. [Архівовано 15 травня 2011 у Wayback Machine.](англ.)
- Циркуляр МАС № 8523: Оголошення про відкриття нових супутників Сатурна[недоступне посилання з лютого 2019](англ.)
- Електронний циркуляр ЦМП MPEC 2005-J13: Дванадцять нових супутників Сатурна [Архівовано 29 травня 2012 у Archive.is](англ.)